# Dongo (Mali)
Dongo è un comune rurale del Mali facente parte del circondario di Youwarou, nella regione di Mopti.